# WASP-3
WASP-3 ist ein Gelber Zwerg im Sternbild Lyra. Er besitzt eine scheinbare Helligkeit von 10,6 mag. Im Jahre 2007 entdeckte A. Collier Cameron einen extrasolaren Planeten, der diesen Stern umkreist: WASP-3 b. Im Juli 2010 gab die Universität Jena bekannt, durch das Transit-Zeit-Variationsverfahren einen weiteren Planeten nachgewiesen zu haben. WASP-3c soll 15 Erdmassen haben und 3,75 Tage für einen Umlauf brauchen.